# Гафуров, Борис Александрович
Борис Александрович Гафуров — узбекистанский актёр театра и кино, художественный руководитель театра «Ильхом».
Окончил актёрский факультет ташкентского театрально-художественного института в 1993 году, мастерская Марка Вайля. В Школе драматического искусства преподает мастерство актёра. С сентября 2007 года — художественный руководитель театра Ильхом.

## Фильмография
- 1999 — Белый танец — Митя
- 1999 — Наши 90-е
- 2007 — Прости — Саид
- 2009 — Одно сегодня
- 2011 — Узук — продюсер
- 2014 — «Дядя»
- 2018 — Медное солнце — Гена, боевик
- 2018 — Темур [1]
- 2018 — Игра на выживание (2-й сезон) — Магруб
- 2020 — Сто один[2]
- 2020 — ARS LONGA
- 2022 — Офицер 55

## Театральные работы вИльхоме

### Актёр
- Калигула (в спектакле «Калигула» Альбера Камю)
- Узбек-царь Самарканда (в спектакле «Счастливые нищие» Карла Гоцци)
- Простачок-дурачок-хулиган (в спектакле «Кломадеус»)
- Алханон (в спектакле «Тойбеле и её Демон» Исаака Зингера)
- Молодой человек (в спектакле «Мещанская свадьба» Бертольда Брехта)
- Пётр (в спектакле «Братья и Лиза» Алексея Казанцева)
- Мулло Ахунд (в спектакле «Белый белый черный аист» Абдуллы Кадыри)
- Король Наварры (в спектакле «Бесплодные усилия любви» Вильяма Шекспира)
- Онегин (в спектакле «Свободный роман» Александра Пушкина)
- Молодой мужчина (в спектакле «Подражание Корану» Александра Пушкина)
- Дэнни (в спектакле «Квартал Тортилья-Флэт» Джона Стейнбека)
- Полковник Бяльцев (в спектакле «Радение с гранатом» Марка Вайля)
- Агамемнон (в спектакле «Орестея» Эсхила)
- Клавдий (в спектакле «Гамлет» Вильяма Шекспира)
- Шах Бахрам (в спектакле «Семь лун» Алишера Навои)
- Мудзафер (в спектакле «Счастливые нищие» Карло Гоцци)
- Молодой человек («Мещанская свадьба» Б.Брехта)
- К. («Замок. К.» Ф. Кафки)

### Режиссёр
- «Облом-off» Михаила Угарова
- «Властелины» Х. Крауссер
- «Ночная цапля» Дж.Батерворт
- «Роберто Зукко» Б-М.Кольтес
- «Арабская ночь» Р.Шиммельпфеннинг
- «Плюс минус двадцать»
- документальный спектакль «Плюс минус двадцать» (2011)
- класс-концерт выпускников VII студии ШДИ театра Марка Вайля «Ильхом» – «Наша махалля» (2012)
- сценическая импровизация «Президентши» В.Шваба
- «Жестяной барабан» Ф. Шлендорфа

## Интервью
- Интервью celebrities.uz (недоступная ссылка)
- Интервью в блоге Тимура Абдуллаева
- Интервью chaskor.ru
- Интервью телеканалу stan.tv (недоступная ссылка)
- Интервью «Литературной газете»
- Интервью журналистке Анне Дармодехиной